# 경찰 화랑부대
경찰 화랑부대 (ROK Police Hwarang Unit)는 6.25 전쟁 당시 활약한 대한민국의 전투 경찰 부대이다. 당시 통칭 '유엔 경찰부대'로 불리었다고 알려져 있다.

## 역사
6.25 전쟁 발발하자 당시 조병옥 내무부 장관은 미군 등 '유엔군이 북한인과 남한인을 잘 구별하지 못한다는 점을 노린 북한군이 피난민 등을 가장해
아군을 교란할 수 있다'며 한국 경찰의 유엔군 배속을 요청했고, 미군 사령관도 이를 받아들였다.
그리하여 1950년 8월 5일 중대급으로 추정되는 경찰 화랑부대가 미 제1임시해병여단(인천 상륙 작전 직전 미 제1해병사단 5연대로 재편)에 배속되었고
1950년 8월 15일, 경기도경찰국, 충청북도경찰국, 경상남도경찰국에서 각각 100여명을 차출하여 대대급 경찰 화랑부대가 창설되어 3개 중대로 나누어 미 제7보병사단 17연대, 31연대, 32연대에 각각 배속되었다.
미 제7보병사단에 배속되었던 경찰 화랑부대 3개 중대는 인천 상륙 작전에 참가하였으며, 인천 상륙 작전 상륙일인 9월 15일 미 제7보병사단 32연대에 배속된 2중대 3소대가 미 제7보병사단 직할 정찰중대로 배속 변경이 되었다.
특히 미 제1해병사단 5연대 3대대에 배속되었던 길원갑 경위의 소대가 유담리에서 벌어진 중공군과의 전투 중 큰 활약을 펼쳐 미 해병대원들에게 극찬을 받았고 이는 미 해병대 퇴역 군인들의 수기에 다음과 같이 기록되어 있다.
- 미 제1해병사단 5연대 3대대장 출신 로버트 태플릿 중령의 저서 ‘다크호스 식스(Dark Horse Six)

```
"우리 대대 지휘본부 보호 부대가 사령부 바로 위 산등성이에서 방어를 하는 동안, 화랑부대가 몰려드는 엄청난 수의 중공군을 향해 위압적인 기관총 세례를 퍼부었다"며 "다음 날 아침 우리의 S-2 요원들이 확인한 바에 따르면 화랑부대 기관총에 죽은 적군들의 수는 200명이 넘었다"
```

- 미 제해병1사단 출신 마틴 러스의 저서 ‘브레이크 아웃(Breakout)

```
장진호 전투에 참전한 한국 경찰에 대해 ‘그 전초에는 미 해병에 의해 훈련된 군기 있고 상당한 전투력을 가진 한국 경찰 기관총부대가 있었다’고 평가했다.
```

현재 신원이 확인된 장진호 전투 참전 화랑부대원은 김정득 경위, 길원갑 경위, 석호진 경위, 강정황 경위 등 모두 18명이다.

## 편제

### 대대급 300여명
지휘관 박정준 총경, 1950년 8월 15일 3개 중대로 나누어 미 제7보병사단 17연대, 31연대, 32연대에 각각 배속
- 1중대(100여명, 경기도경찰국 소속) - 중대장 이근복 경감, 미 제7보병사단 17연대 배속

인천 상륙 작전과 서울 수복 전투 참가 이후 미 제7보병사단 17연대와 같이 혜산진까지 북진
- 2중대(100여명, 충청북도경찰국 소속) - 중대장 전장한 경감, 미 제7보병사단 32연대 배속
- 3중대(100여명, 경상남도경찰국 소속) - 중대장 문학동 경감, 미 제7보병사단 31연대 배속

인천 상륙 작전과 서울 수복 전투 참가 이후 미 제7보병사단 31연대와 같이 장진호 부근 고토리까지 북진

### 규모 미상
지휘관 이해진 총경(추정), 1950년 8월 5일 미 제1임시해병여단(인천 상륙 작전 직전 미 제1해병사단 5연대로 재편)에 배속
인천 상륙 작전과 서울 수복 전투 참가 이후 미 제1해병사단 5연대 3대대에 배속된 길원갑 경위가 지휘하는 1개 소대만이 같이 북진을 하여 미 해병대와 같이 장진호 전투에서 참여한 것으로 추정되며 참고로 이때 길원갑 경위의 소대는 행정적으로 문학동 경감이 지휘하는 3중대로 예속 변경이 되었다.

### 조사 요망 부분
국방부 전사편찬위원회가 1983년 발간한 '한국전쟁전투사 인천상륙작전' (53페이지)에는
'화랑부대'라고 호칭되던 경찰 전투부대가 미 제1임시해병여단(인천 상륙 작전 직전 미 제1해병사단 5연대로 재편)에 1개 중대 100여명 그리고 미 제7보병사단에 3개 중대 300여명(1개 중대 100여명)이 각각 미 제7보병사단의 3개 연대별로 각각 배속되어 인천 상륙 작전에 참가했다고 기술하고 있다.
즉 화랑부대 총원이 약 400명으로 4개 중대가 존재하고 3개 중대가 미 제7보병사단 그리고 1개 중대가 미 제1해병사단에 배속된 것처럼 기술하고 있는데 현재 미 제1해병사단에 미 제7보병사단에 배속된 화랑부대와 달리 미 제1해병사단에 배속된  화랑부대의 편제와 규모에 대해 자세한 기록이 경찰에 남아있지 않아서 앞으로 조사가 필요하다.

## 참고 자료
- 경찰 박물관
- 장진호 전투의 경찰 영웅들
- 장진호 혈전장의 한국 전투경찰-1
- 장진호 혈전장의 한국 전투경찰-2
- 장진호 혈전장의 한국 전투경찰-3
- 장진호 혈전장의 한국 전투경찰-4
- 장진호 혈전장의 한국 전투경찰-5
- 장진호 혈전장의 한국 전투경찰-6
- 장진호 혈전장의 한국 전투경찰-7
- 장진호 혈전장의 한국 전투경찰-8
- 장진호 혈전장의 한국 전투경찰-9
- 장진호 혈전장의 한국 전투경찰-10
- 장진호 혈전장의 한국 전투경찰-11
- 장진호 혈전장의 한국 전투경찰-12
- 장진호 혈전장의 한국 전투경찰-13
- 장진호 혈전장의 한국 전투경찰-14
- 장진호 혈전장의 한국 전투경찰-15
- 장진호 혈전장의 한국 전투경찰-16
- 장진호 혈전장의 한국 전투경찰-17
- 장진호 혈전장의 한국 전투경찰-18
- 장진호 혈전장의 한국 전투경찰-19
- 경찰에도 혜산진 부대가 있었다
- 장진호의 전투 경찰